# Hovsta pastorat
Hovsta pastorat är ett pastorat i Norra Närkes kontrakt i Strängnäs stift i Örebro län. 
Pastoratet bildades 2018 genom sammanläggning av pastoraten:
- Axbergs pastorat
- Glanshammars pastorat

Pastoratet består av följande församlingar:
- Axbergs församling
- Glanshammars församling

Pastoratskod är 040808.